# Sweat (A La La La La Long)
Sweat (A La La La La Long) ist ein Reggae-Pop-Lied von Inner Circle aus dem Jahr 1992. Das Lied erreichte 1992 in Deutschland und in der Schweiz den ersten Platz der Charts. Es erschien auf dem Album Bad to the Bone.

## Geschichte
Mehr als ein Jahrzehnt nach den ersten Charterfolgen und einige Jahre nach ihrem letzten großen Erfolg mit Bad Boys hatten Inner Circle mit „Sweat“ wieder einen großen Charthit. Nachdem die Gruppe in Miami angesiedelt war, hatte sie sich auf Reggae-Veranstaltungen in den USA konzentriert. Ein Vertrag mit John Gray von Madhouse Publishing in Schweden brachte der Band die Aufmerksamkeit von Mattias Wachtmeister, A&R-Mann von Metronome Records. 1990–91 hatte die Gruppe große Erfolge mit Bad Boys in den Clubs des Landes. Ebenfalls war dort das Album von 1986, Black Roses ein nachträglicher Erfolg.
Als schließlich 1992 Bad to the Bone herauskam, befand sich die Band wieder in den USA und stand für Promotion zunächst nicht zur Verfügung. Deswegen konzentrierte man sich seitens des Labels auf althergebrachte Club- und Radiopromotion. Dadurch schaffte man es, „Sweat“ als Sommerhit zu positionieren. Zunächst konzentrierte man sich auf den Mittelmeerraum, wo viele Nordeuropäer Urlaub machen. Aber in der ersten Augustwoche 1992 griff MTV Europe das Video zu „Sweat“ auf, das dadurch schnell zum Hit wurde. Gleichzeitig kam die Band für eine Tour in Europa an, die sie durch die Niederlande, Frankreich, die Schweiz, Österreich und Deutschland führte. Alsbald erreichte das Lied somit vordere Chartpositionen, unter anderem Platz eins in Deutschland.

## Musikvideo
Das Video zu „Sweat“ zeigt Inner Circle an einem Strand, unter anderem mit vielen weiblichen Fans tanzend und feiernd.

## Kritiken
Thom Duffy vom Billboard Magazine nannte das Stück im Oktober 1992 den „heißesten Reggae-Pop-Hit im Moment“. Der „filtrierte Pop“ von Sweat sei als „idealer Sommer-Song“ positioniert worden.

## Kommerzieller Erfolg

### Chartplatzierungen
Das Lied erreichte in Deutschland die Chartspitze der Singlecharts und platzierte sich zwölf Wochen an ebendieser sowie 17 Wochen in den Top 10 und 32 Wochen in den Top 100. Die Single wurde zum ersten Charthit der Band in Deutschland. In den deutschen Airplaycharts konnte sich die Single zehn Wochen an der Chartspitze platzieren. 1992 belegte „Sweat“ Rang vier der deutschen Single-Jahrescharts sowie Rang 93 im Jahr 1993.
| ChartsChartplatzierungen       | Höchstplatzierung | Wochen |
| ------------------------------ | ----------------- | ------ |
| Deutschland (GfK)              | 1 (33 Wo.)        | 33     |
| Österreich (Ö3)                | 2 (17 Wo.)        | 17     |
| Schweiz (IFPI)                 | 1 (25 Wo.)        | 25     |
| Vereinigte Staaten (Billboard) | 16 (25 Wo.)       | 25     |
| Vereinigtes Königreich (OCC)   | 3 (19 Wo.)        | 19     |

| ChartsJahrescharts (1992) | Platzierung |
| ------------------------- | ----------- |
| Deutschland (GfK)         | 4           |
| Österreich (Ö3)           | 22          |
| Schweiz (IFPI)            | 17          |

| ChartsJahrescharts (1993)      | Platzierung |
| ------------------------------ | ----------- |
| Deutschland (GfK)              | 93          |
| Vereinigte Staaten (Billboard) | 77          |
| Vereinigtes Königreich (OCC)   | 19          |

### Auszeichnungen für Musikverkäufe
| Land/Region                  | Auszeichnungen für Musikverkäufe (Land/Region, Auszeichnung, Verkäufe) | Verkäufe  |
| ---------------------------- | ---------------------------------------------------------------------- | --------- |
| Australien (ARIA)            | 2× Platin                                                              | 140.000   |
| Deutschland (BVMI)           | Platin                                                                 | 500.000   |
| Neuseeland (RMNZ)            | 2× Platin                                                              | 60.000    |
| Niederlande (NVPI)           | Gold                                                                   | 50.000    |
| Österreich (IFPI)            | Gold                                                                   | 25.000    |
| Spanien (Promusicae)         | Gold                                                                   | 30.000    |
| Vereinigte Staaten (RIAA)    | Gold                                                                   | 500.000   |
| Vereinigtes Königreich (BPI) | Gold                                                                   | 400.000   |
| Insgesamt                    | 5× Gold · 5× Platin ·                                                  | 1.705.000 |

## Coverversionen
Das Lied wurde 2005 von Mr. President und 2016 – für einen Werbespot von H&M – von Izzy Bizu gecovert.
Die Coverversion von Mehrzad Marashi, dem Gewinner der siebten Staffel von Deutschland sucht den Superstar, ist die zweite Singleauskopplung aus seinem Album New Life. Sie wurde 2010 zusammen mit Mark Medlock, dem Gewinner der vierten Staffel von DSDS, im Duett gesungen. Während der Sendung hatte Marashi den Titel im Duett mit Menowin Fröhlich gesungen.
Das Video für Marashis Coverversion wurde vor der Insel Mallorca auf einer Yacht gedreht.
Chartplatzierungen
| ChartsChartplatzierungen | Höchstplatzierung | Wochen |
| ------------------------ | ----------------- | ------ |
| Deutschland (GfK)        | 2 (12 Wo.)        | 12     |
| Österreich (Ö3)          | 7 (10 Wo.)        | 10     |
| Schweiz (IFPI)           | 16 (4 Wo.)        | 4      |

## Weiterverwendung
Das Lied wird beim Titel If You Got the Money von Jamie T auf dessen Album Panic Prevention von 2007 gesampelt.
Das Lied wurde im Computerspiel DANCE! Online, einem Multiplayer Online Casual-Musikspiel verwendet.
In der britischen Sitcom Peep Show kann das Lied gelegentlich als Teil von Jeremys Sextonband gehört werden.
Auf den Philippinen wird der Hit vom Bunawan Eco-Park and Wildlife Reservation Center als Titelmelodie des Krokodils Lolong, des größten Krokodils, das jemals lebend gefangen wurde, verwendet.